# Dollfuß Museum

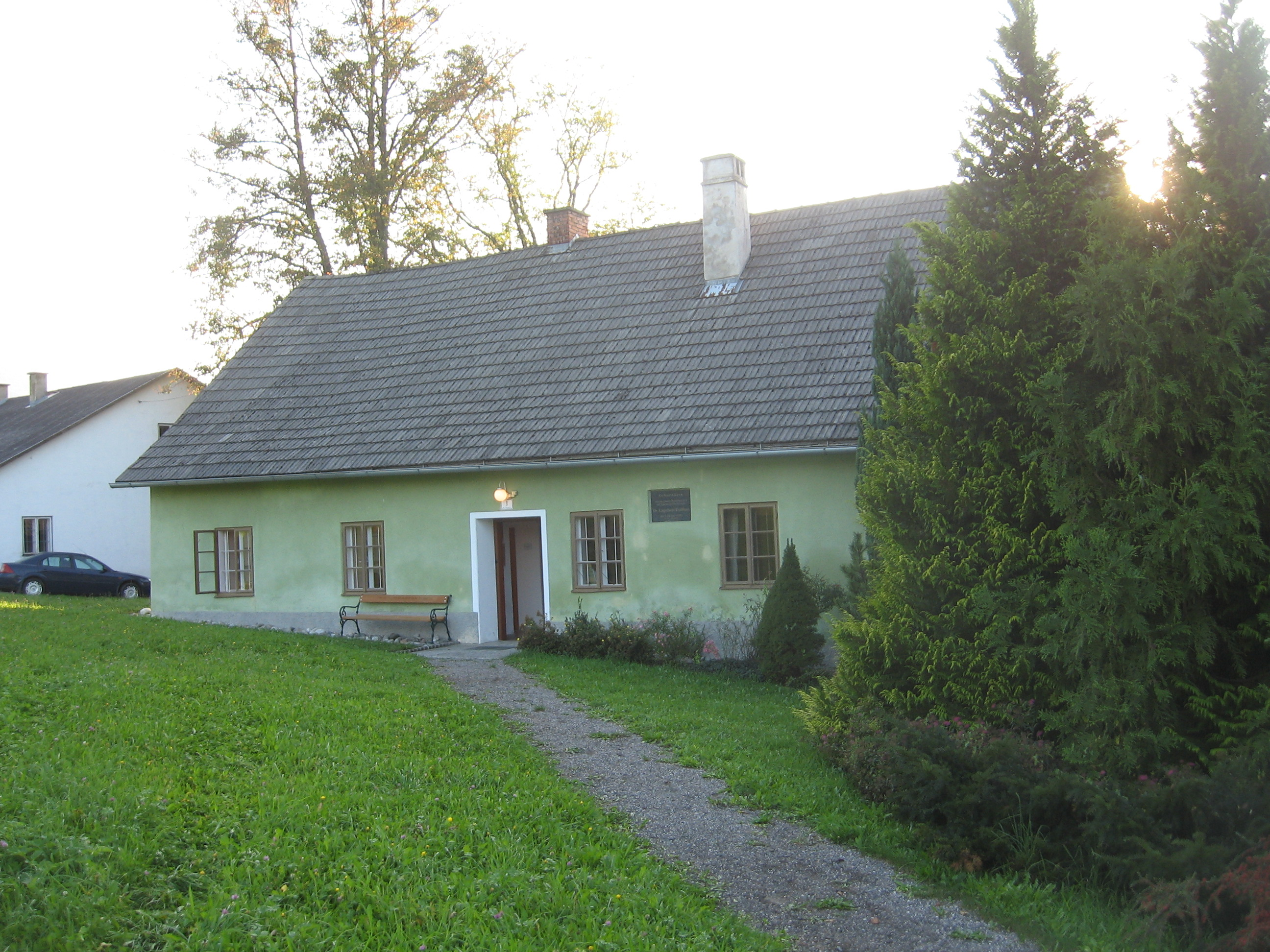
Außenansicht des Geburtshauses von Engelbert Dollfuß als Museum (2009)

Das Dollfuß Museum, nach eigener Schreibweise Dr. Engelbert Dollfuß Museum, befand sich im Geburtshaus von Engelbert Dollfuß im Gemeindegebiet von Texingtal im Mostviertel in Niederösterreich. Das Museum war nur eine von mehreren Dollfuß-Erinnerungsstätten und sollte kontinuierlich bis zum Ende der Pacht im Jahr 2028 aufgelassen werden.

## Museum
Das seit Anfang 2022 geschlossene Museum befindet sich im original erhaltenen Geburtshaus von Engelbert Dollfuß, der jedoch schon kurz nach seiner Geburt aus familiären Gründen nach Kirnberg an der Mank kam. Eine Tafel am Eingang bezeichnet das Gebäude als „Geburtshaus des großen Bundeskanzlers und Erneuerers Österreichs Dr. Engelbert Dollfuß“. Eng verbunden mit dem Museum sind Familienmitglieder aus der Linie Dollfuß und der Stieffamilie Schmutz. Diese sind nicht nur Eigentümer des bis 2028 verpachteten Hauses, sondern auch Leihgeber vieler Ausstellungsgegenstände.
Das Museum wurde unter der Leitung von Karl Franc aufgebaut und am 14. Juni 1998 eröffnet; letzter Museumsdirektor ist Konrad Hackner. Rechtsträger ist die Gemeinde Texingtal, die das Museum aus Mitteln der Gemeinde erhält. Zuletzt befanden sich im Haus rund 110 Exponate und 220 erläuterte Fotos in fünf Räumen. In der Stube ist noch ein Durchzugsbaum von 1779 erhalten.

## Ausstellungsstücke

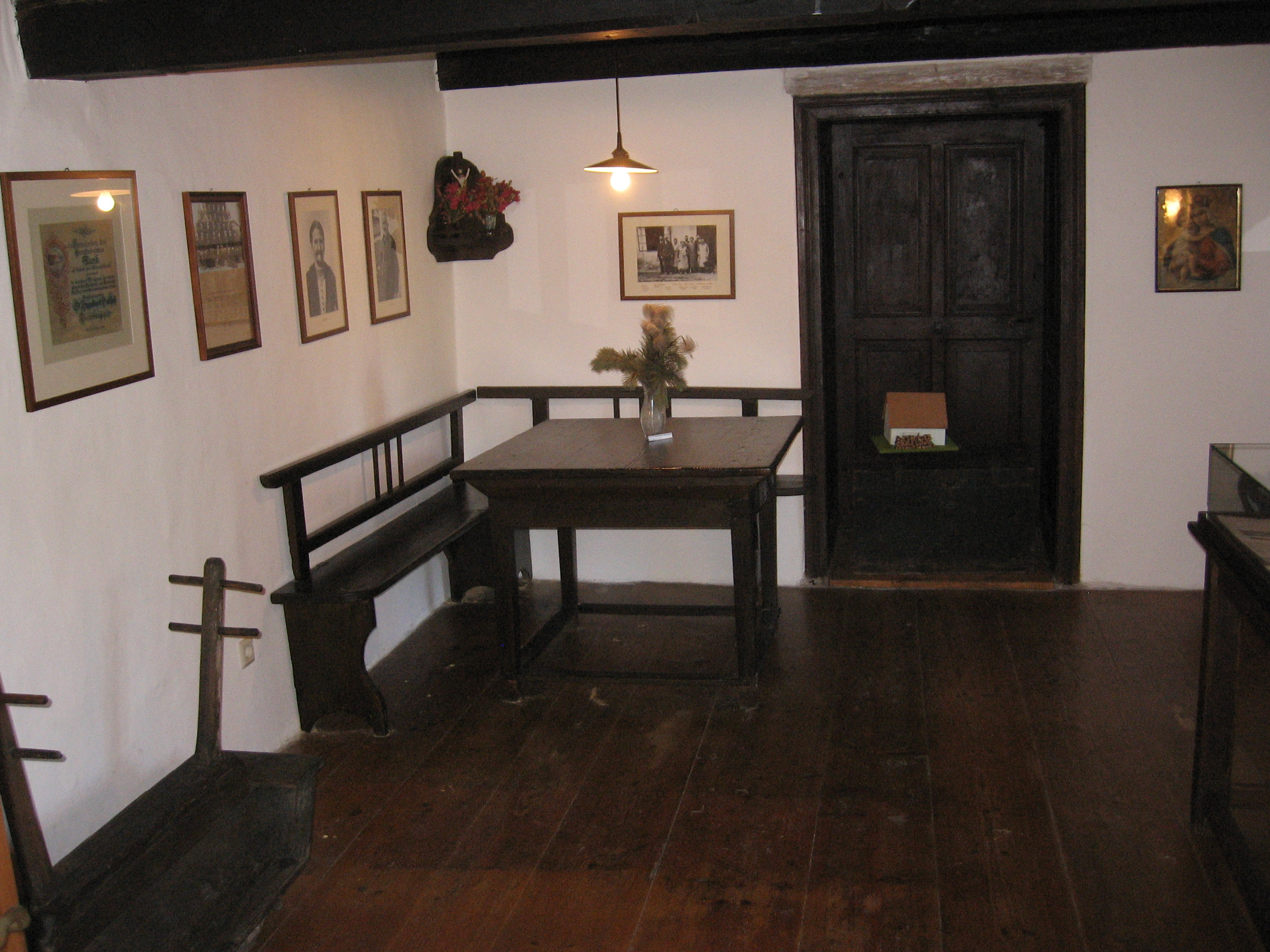
Historische Wohnstube (2009)

Ausgestellt waren neben zahlreichen zeitgenössischen Dokumenten, Zeitungsberichten und Fotos auch persönliche Artikel von Dollfuß in der Zeit als Schüler, Agrarfachmann, Landwirtschaftsminister und Bundeskanzler, wie etwa seine Aktentasche, persönliche Briefe und Postkarten sowie Familienfotos.
Zudem befanden sich Gedenkartikel (z. B. Tassen, Karten, Partezettel), Briefmarken und Straßenschilder mit seinem Namen oder Porträts in der Sammlung. Auch Information über Dollfuß-Gedenkstätten sind vorhanden.
Einige Ausstellungsstücke wurden auch in anderen Museen gezeigt. Im Katalog einer Ausstellung zum Thema Heilige in Europa: Kult und Politik im Volkskundemuseum Wien im Jahr 2010 finden sich auch Exponate aus dem Dollfuß-Museum. Im Abschnitt Das Heilige in der Politik wird zur Totenmaske von Dollfuß erläutert: „Politisch-ideologische Manifestation und religiöser Traditionsbestand gingen bei dem nach der Ermordung des austrofaschistischen Bundeskanzlers durch nationalsozialistische Putschisten am 25. Juli 1934 einsetzenden Dollfuß-Kult Hand in Hand. Der autoritär-klerikale Ständestaat, der sich als legitimer Erbe des altösterreichischen katholischen Reiches sah, konnte auf internalisierte religiöse Verhaltensnormen zurückgreifen und so eine geradezu apotheotische Mythisierung des Kanzlers vorantreiben. So wurde offiziellerseits das Gedenken an den ermordeten ‚Märtyrerkanzler‘ in den Symbolhaushalt der katholischen Kirche eingebunden – durch die Errichtung von Dollfuß-Gedächtniskirchen und -kapellen, Dollfuß-Kreuzen oder Standbildern seines Namenspatrons, des Hl. Engelbert.“

## Kritik und Museumsauflösung
Den Museumsbetreibern wird vorgeworfen, sich nicht kritisch genug mit Dollfuß zu befassen. Die Historikerin Lucile Dreidemy kritisiert etwa: „Es ist als museale Gedenkstätte über den Umweg eines Museums gedacht gewesen. Bei der Gründung führte der damalige Bürgermeister an, es gehe um die Überwindung des bisher mangelnden Mutes, sich zu Dollfuß zu bekennen.“
Angesichts der Angelobung von Gerhard Karner als Innenminister, damals der Bürgermeister von Texingtal, fand im Dezember 2021 eine mediale Auseinandersetzung mit dem Museum statt, worauf ein Sprecher Karners ankündigte, dass das Museum 2022 umgestaltet werden sollte. Der in Melk ansässige Verein MERKwürdig wurde mit der Neukonzeption des Museums beauftragt, ein Kuratorenteam (Remigio Gazzari, Christian Rabl und Johanna Zechner) engagiert und ein wissenschaftlicher Beirat aus Geschichts- und Museumsfachleuten (Ernst Bruckmüller, Lucile Dreidemy, Ernst Langthaler, Eva Meran, Carlo Moos, Verena Pawlowsky und Christian Rapp) eingesetzt. Das 2023 präsentierte Konzept „Raum schaffen“ sah die sogenannt konstruktive Auflösung des Museums mit einer Reihe von partizipativen Begleitaktivitäten in der Region bis 2028 vor. Die Umsetzung des Konzepts scheiterte jedoch auf Betreiben einiger Leihgeber, insbesondere der Dollfuß-Erben und des NÖ Bauernbundes, an der zu Jahresbeginn 2024 fast vollständigen treuhändischen Übergabe der Museumsexponate durch die Gemeinde Texingtal an die NÖ Landessammlungen. Dass dadurch letztlich auch eine ernsthafte Auseinandersetzung mit Dollfuß verhindert wird, hat ebenfalls zu Kritik geführt.